# Polytrichadelphus pseudopolytrichum
Polytrichadelphus pseudopolytrichum là một loài Rêu trong họ Polytrichaceae. Loài này được (Raddi) G.L. Sm. miêu tả khoa học đầu tiên năm 1976.